# إنزيمات جزيئية انشطارية

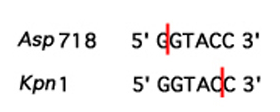

إن الإنزيمات الجزيئية الانشطارية (Isoschizomers) عبارة عن أزواج من إنزيمات الاقتطاع الخاصة بنفس تسلسل التعريف. فعلى سبيل المثال، يُعد إنزيما Sph I (CGTAC/G) وBbu I (CGTAC/G) من الإنزيمات الجزيئية الانشطارية لبعضهما البعض. ويكون الإنزيم الأول الذي يتم التعرُّف عليه وعمل متوالية منه هو النموذج الأصلي أما كل الإنزيمات التالية التي يتم التعرُّف عليها وتدخل ضِمن المتوالية فهي إنزيمات جزيئية انشطارية. وتكون الإنزيمات الجزيئية الانشطارية منعزلة عن الجدائل المختلفة للبكتيريا، لذا فقد تقتضي حالات تفاعل مختلفة.
يطلق على الإنزيم الذي يتعرَّف على نفس التسلسل ولكن يمر به بطريقة مختلفة اسم النيوكليد الجزيئي الانشطاري (neoschizomer). ويُعد النيوكليد الجزيئي الانشطاري نوعًا معيَّنًا (مجموعة فرعية) من الإنزيمات الجزيئية الانشطارية. وعلى سبيل المثال، فإن إنزيمي Sma I (CCC/GGG) وXma I (C/CCGGG) يعدان من الإنزيمات الجزيئية الانشطارية لبعضهما البعض.
يطلق على الإنزيم الذي يتعرف على التسلسلات المختلفة بشكل طفيف ولكن يؤدي إلى النهايات نفسها اسم إيزوكودومير (isocaudomer).
في بعض الحالات، يتمكن إنزيم واحد فحسب من زوج الإنزيمات الجزيئية الانشقاقية من التعرُّف على كلا الشكلين الخاصين بمواضع الاقتطاع سواء كان الممزوج بالميثيل الأساسي أو غير الممزوج بالميثيل. وعلى العكس، يتمكن إنزيم الاقتطاع الآخر من التعرُّف على الشكل غير الممزوج بالميثيل الأساسي لموضع الاقتطاع.
وتسمح هذه الصفة المميزة لبعض أنواع الإنزيمات الجزيئية الانشقاقية بتحديد حالة الميثيلات لموضع الاقتطاع دون عزلها عن الأصول البكتيرية.
فعلى سبيل المثال، يعد إنزيما الاقتطاع HpaII وMspI من الإنزيمات الجزيئية الانشقاقية؛ حيث يتعرف كلاهما على متوالية 5'-CCGG-3' عندما تكون غير ممزوجة بالميثيل الأساسي. ولكن إذا كان إنزيم C الثاني من المتوالية ممزوجًا بالميثيل، فيتمكن MspI فحسب من التعرف على كلا الشكلين دون أن يتمكن الـHpaII من ذلك.